# Kattendijkdok

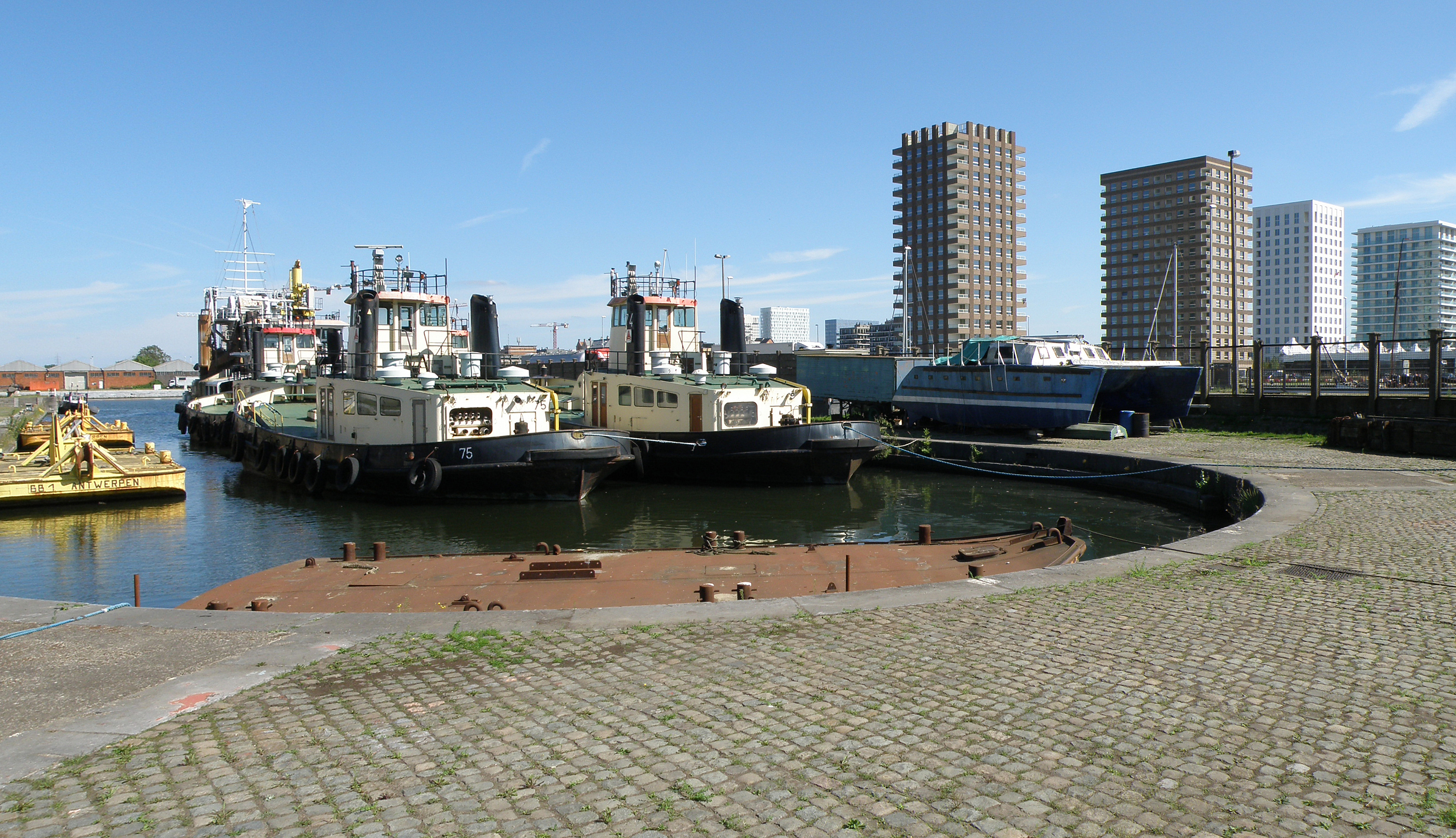
Droogdok en nieuwe flatgebouwen aan de westkant van het Kattendijkdok (2016)

Het Kattendijkdok ligt in noordelijk Antwerpen en geeft aansluiting met het Verbindingsdok en het Suezdok, dat dan weer verbinding geeft met het Amerikadok en Albertdok. Het ligt in een noord-zuidas. Het Kattendijkdok is in verscheidene fasen uitgegraven en verlengd, nl. van 1860, 1869 tot 1881.
Het Kattendijkdok is 957 meter lang en 140 meter breed, en heeft een waterdiepte van 7,58m. Aan de zuidkant van dit dok ligt de Londenbrug, een ophaalbrug. Aan de noordkant ligt de Siberiabrug, eigenlijk twee gezamenlijke bruggen, een basculebrug en een ophaalbrug aan de zijde van dit dok, met een vaarbreedte van 21 meter en oproepkanaal 62. VHF-oproepkanaal 62 is voor alle bruggen in de haven, behalve de Petroleumbrug aan het Marshalldok, die heeft VHF 26 als oproepkanaal.
Halverwege het dok ligt aan de oostkant de verbinding naar het Houtdok, ook wel Mexicodok genoemd. Daarover de geul liggen de Mexicobruggen met een doorvaartbreedte van 21 meter. Deze bruggen worden op aanvraag geopend op VHF-kanaal 62. Hier komt weinig scheepvaartverkeer zodat deze rolbasculebruggen meestal open zijn voor het auto- en vrachtverkeer.

## Oorsprong
Het dok is genoemd naar de hier destijds gelegen Kattendijk, die zijn naam had van de nog oudere Kattenberg, een hooggelegen weg langs de Schelde. Een kat in de vestingsbouwkunde verwijst naar een verhoogd gedeelte op een vestigingswal, ook gebruikt voor de plaatsing van geschut.
Het middenstuk en de saskom werden onder Bourla gegraven tussen 1858 en 1859. In 1869 werd naar de plannen van de in 1866 overleden Bourla de verlenging in zuidelijke richting, op de gronden van de vrijgekomen Spaanse vesting via het Verbindingsdok richting Willemdok, afgewerkt waarbij de naam Eilandje ontstond. Tussen 1877 en 1881 werd het dok in noordelijke richting verlengd.
De Kempische Vaart van 1863 mondde oorspronkelijk uit op de oostkaai, via sluis 6. Na de aanleg van het Kempischdok en het Asiadok met sluis 17, werd in de put van sluis 6 het mechanisme ondergebracht van de in 1878 opgerichte hydraulische kraanbok of "Grote Bik" van 120 ton. In 1907 werd ze geëlektrificeerd en in 1935 gesloopt.
Meer zuidwaarts, aan de Rigastraat en de Cadixstraat stonden twee kranen van 40 ton uit 1868 en 1884. Ze werden afgebroken omstreeks 1914 en 1926.

## Droogdokken en Kattendijksluis

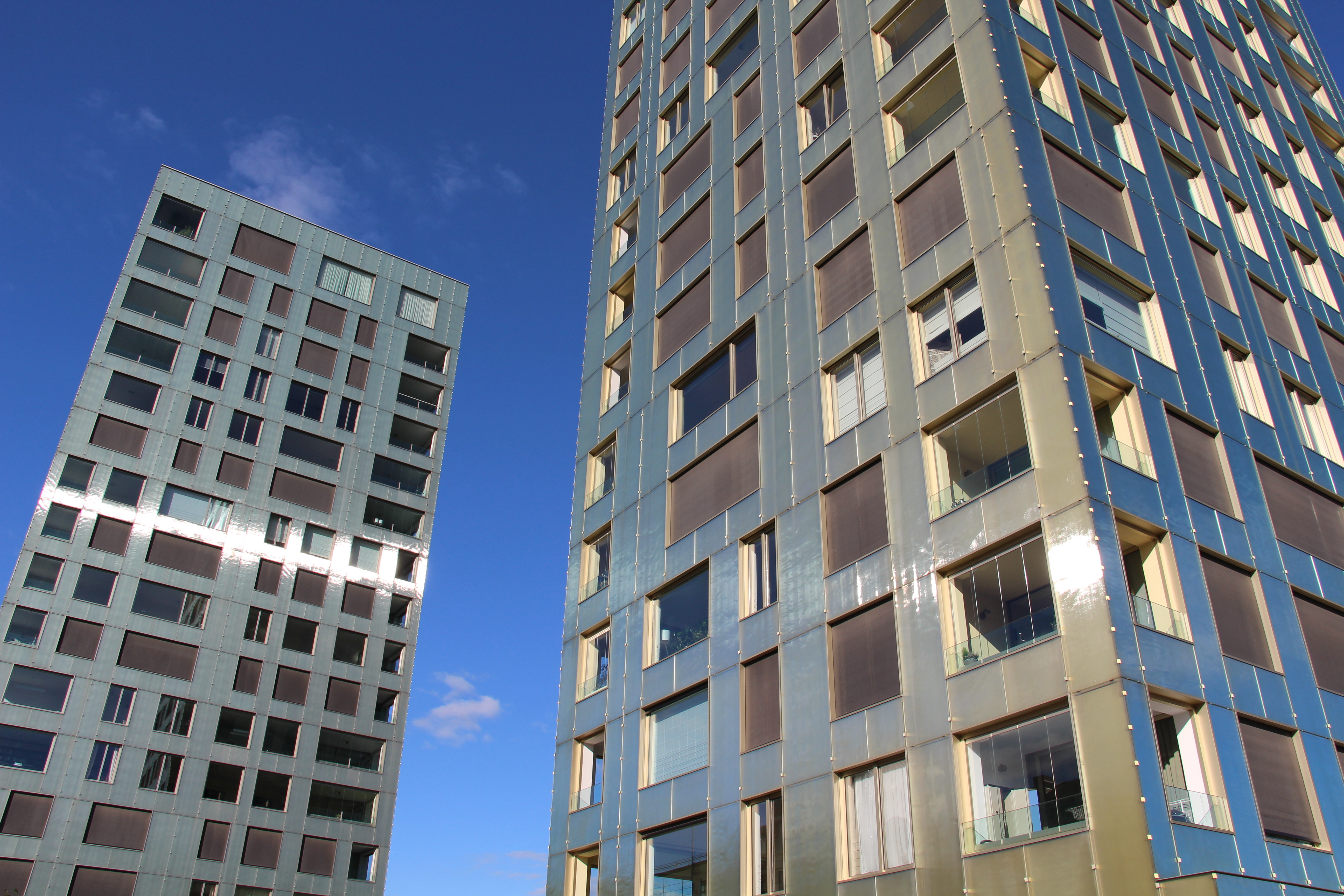
Woontorens van Diener & Diener Architekten aan de Westkaai

Aan de westkant van dit lange noord-zuiddok ligt de Kattendijksluis, die nu enkel gebruikt wordt voor het schutten van pleziervaartuigen van en naar de jachthaven van Antwerpen in het Willemdok. Aan de buitenkant, Scheldekant, werden de sluisdeuren verhoogd tot op Sigmaplan-hoogte. Over de geul ligt de Kattendijkdokbrug voor het autoverkeer.
Iets noordelijk aan de Westkaai liggen de droogdokken,  in oost-westrichting nummer 1 t/m 10. De droogdokken 8, 9 en 10 liggen in noordwest-zuidoostelijke richting. Droogdok 7 lag afzonderlijk en evenwijdig naast de doorsteek van het Straatsburgdok en nabij de Siberiabrug. Vanaf 1863 werd een reeks van stedelijke droogdokken gebouwd die aan de basis ligt van de Antwerpse scheepsherstelling. Hier worden regelmatig schepen hersteld, waaronder sleepboten, douane- en havenpolitieschepen, marineschepen en baggertuigen van de stad Antwerpen. In 2005–2009 verrezen aan de Westkaai twee hoge woongebouwen van de Zwitserse architecten Diener & Diener. Verderop kwamen woontorens van de Britse architecten David Chipperfield en Tony Fretton.
Aan de Oostkaai zijn de oude hangars voor opslag van goederen uit binnenschepen. Op 22A waren de bureaus van Ziegler en op 22B parkingplaatsen voor vrachtwagens. Dit gedeelte wordt anno 2020 langzaamaan herontwikkeld met aan het begin van de Oostkaai een groot complex van meerdere appartementen. Op de plaats van het voormalige douane hoofdkantoor is een residentieel gebouw met onderaan commerciële ruimtes gekomen en ernaast ruimte voor kinderen om te spelen. De rest van de Oostkaai tot aan de Mexicobrug staat ook gepland voor verdere herontwikkeling.  In de oude hangars bevinden zich momenteel verscheidene pop-up bars en andere ontspanningsmogelijkheden. kaai 23 waren destijds de ligplaatsen voor schooltjalken, de "Ortelius" en de "Gerlache" en schoollichter van Technicum Londenstraat.
Van 2012 tot 2015, toen deze zonk, lag de Antwerpse badboot, als drijvend zwembad, langs de New Yorkkaai, aan de oostzijde van het Kattendijkdok.

## Grote Gust

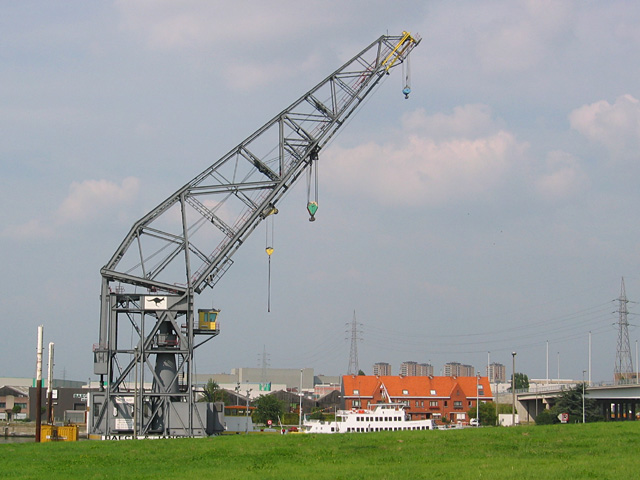
Grote Gust in betere tijden

Op 9 november 2006 is de "Grote Gust" (39,44 m x 19,70 m en 93 ton), een drijvend kraanponton, omgeslagen in het Kattendijkdok. De "Grote Gust" is een voormalige stadskraan en een begrip in de Antwerpse haven, die doorverkocht werd aan de firma Baeck. Deze firma was bezig de binnensluisdeuren van de Kattendijksluis te lichten. Deze serieuze kraan was de enige grote vlotkraan, buiten "Brabo", met een hefvermogen van 800 ton, die door de bruggeul van Siberiabrug (21 m) kan. Het incident gebeurde 's nachts rond 2 uur toen de vlotkraan omsloeg en nog voor een groot stuk boven water uitstak. Gelukkig voor de kraanman lag zijn werkcabine naar boven en niet onder water. En ook gelukkig voor hem dat hij de tonnenzware staaldraden, takels en katrollen niet op zijn cabine kreeg... Ook een geluk voor de mensen die even voordien benedendeks waren om iets te nuttigen en daarna bovendeks waren. Door het omslaan van de vlotkraan zijn enkele personen toch in het ijskoude water terechtgekomen, maar nog eruit gekomen en voor verzorging naar het ziekenhuis gebracht.
Vermoedelijk heeft het overhevelingspompsysteem naar de verschillende waterbeunen aan bak- en stuurboord, om de topzware laadkraan en het ponton in balans te houden, niet gewerkt tijdens het draaien van de kraan, want de sluisdeur lag al afgetakeld op de kade, toen het gebeurde. De kraanconstructie wordt afgebrand, zodat het vlotponton nog kan gebruikt worden, zodra ze weer vlot ligt. 1/3 van de machinekamer, dat onder water lag, zal terug gerenoveerd en hersteld moeten worden. Deze was al eerder geheel vernieuwd.
Bij nader onderzoek bleek dat de balans-contragewichten, die aan beide zijden van de kraan zijn, niet gewerkt hebben. Deze contragewichten wegen elk 75 ton en naargelang het te torsen gewicht kan de kraanman zien op zijn meters hoeveel contragewicht hij achterwaarts moet zetten. Bij het ophalen van een last, worden de balans-contragewichten naar achteren geschoven, naargelang de tonnenmaat van de stukgoedconstructie, sluisdeur, enz... Voorbeeld: indien een te torsen stuk 150 ton weegt, dan laat de kraanman de gewichten volledig naar achter glijden, is er eventueel méér gewicht, dan laat hij de extra ballasttanks in werking stellen.
Bij het neerzetten van de sluisdeur van de Kattendijksluis, en bij het onttakelen, schoven deze gewichten NIET naar voor, zodat het kraanponton niet horizontaal bleef liggen, met de catastrofale gevolgen van dien. De achterwaarts gebleven contragewichten trokken de kraanponton om. De uitstekende lange giek, de tonnenzware katrollen, staaldraden, takels en de vooruitstekende giek, waren niet voldoende om het kraangevaarte in balans te houden.

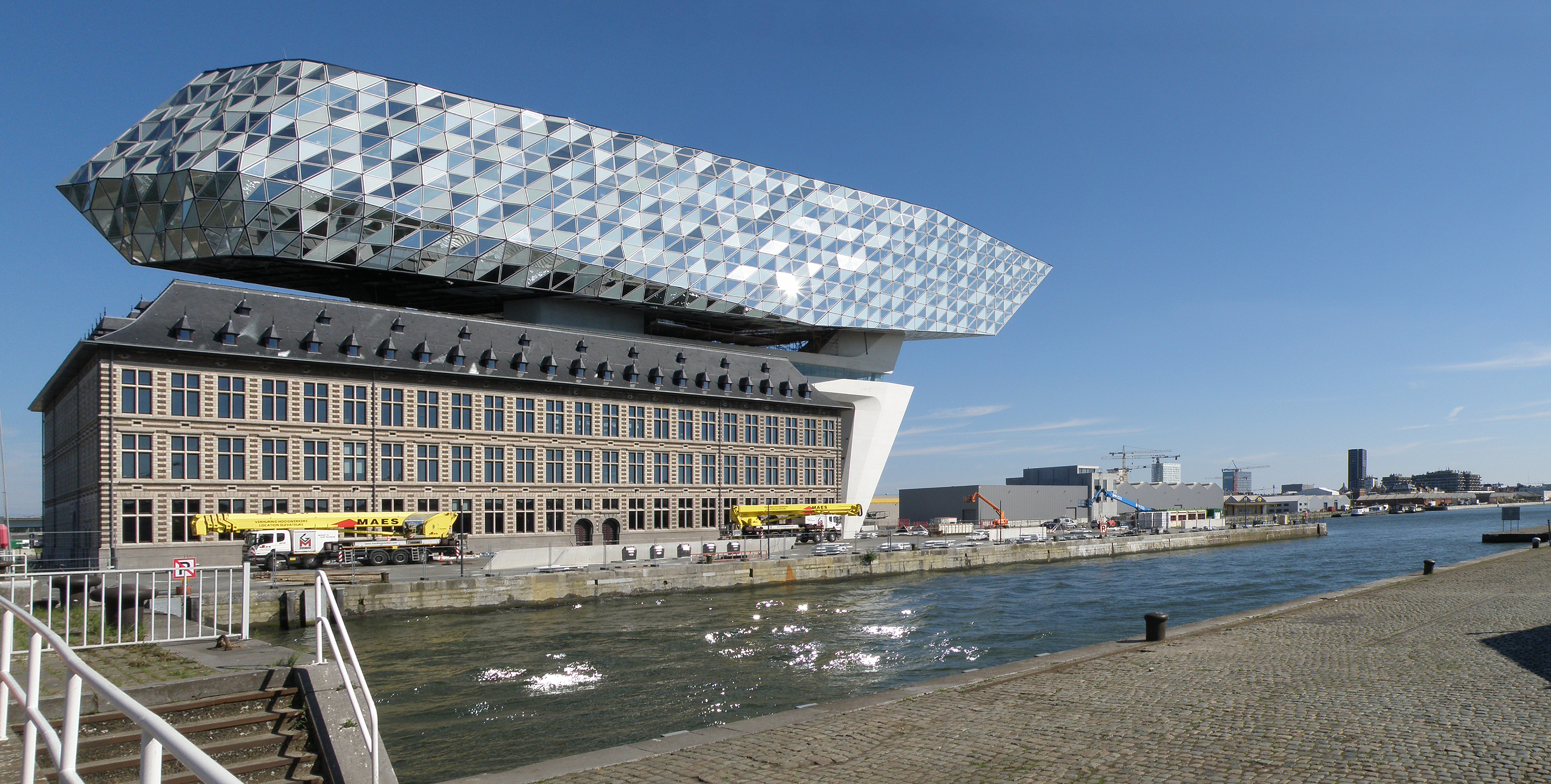
Het nieuwe Havenhuis (Zaha Hadid, 2007-2016), op de noordelijke kop van het dok

Midden jaren 80 vond er bijna zo'n catastrofe plaats. De "Grote Gust" lag tegen de kade gemeerd en moest een tonnenzwaar stukgoed op een schip plaatsen, die langszij het kraanponton lag. Toen de kraanman het stuk van de kade opnam, gleden de contragewichten als normaal naar achteren om balans te houden. Eenmaal dat het stuk op het schip neergezet werd en er ontspanning kwam aan de kraandraden, doordat het zware stuk op het schip stond, sloeg de vlotkraan bijna om, omdat de contragewichten, om onduidelijke redenen, niet naar voren schoven. Ook kon of had de kraanman dit moeten zien op zijn instrumentenbord of door een storing in het systeem. Een geluk bij een ongeluk zakte de onderkant van deze uitgezette contragewichten en het kraanhuisgebinte op de kaderand en bleef het kraanponton scheef liggen tegen de kade, en hing in zijn meerdraden.
Het aangemeerde geladen schip hield ook de kraan wat tegen met zijn trossen, maar kwam toen ook iets schuin te liggen. Gelukkig was het tonnenzware stukgoed ook niet topzwaar, doordat het in het diepe laadruim stond, ondanks het nog niet geschoord en gestut was. De contragewichten werden weer naar voren gebracht en het kraanpontonvlot en het geladen schip kwamen terug horizontaal te liggen. Een ramp was toen vermeden.
Ook door onvoorzichtigheid en onoplettendheid gebeuren zulke dingen. Toen een kraanman met zijn mobiele walkraan een stuk van 1,50 ton uit een diepgelegen droogdok moest torsen, vergat hij de 4 zijsteunpoten, extra draagsteunen die buiten de kraanwagen worden gezet, uit te zetten. Met het gewicht van het te nemen stuk, het extra gewicht van de lange kraankabels, en de uitgezette giek, sloeg de mobiele walkraan om en belandde in het droogdok. Gelukkig bleef het bij materiële schade.
Begin december 2006 werd de kraan geheel gesloopt en afgebrand tot de schroothoop. Het gekantelde ponton zelf werd rechtgetrokken door mobiele walkranen. Bij het rechtvallen veroorzaakte het wrak een grote golfslag in het Kattendijkdok, een nooit gezien waterelement in dit stille dok. Men vreesde voor een overstroming aan de zuidkant en het Eilandje, maar het bleek voorbarig. Het vlot is weer vlot en zal later terug in dienst gesteld worden met een nieuwe kraanopbouw. De kraanponton blijkt nodig te zijn voor deze oudere dokken door zijn breedte (19,70 meter).
Op de Antwerpse rechteroever van de Schelde:
Albertdok · Amerikadok · Asiadok · Bevrijdingsdok · Bonapartedok · Churchilldok · Derde Havendok · Eerste Havendok · Graandok · Hansadok · Houtdok · Industriedok · Kanaaldok · 
Kattendijkdok · Kempisch dok · Kooldok · Leopolddok · Lobroekdok · Margueriedok · Marshalldok · Noordschippersdok · Petroleumdok · Sasdok · Schippersdok · Schuildok voor Lichters · Siberiadok · Steendok · Straatsburgdok · Suezdok · Tweede Havendok · Verbindingsdok · Vierde Havendok · Vijfde Havendok · Willemdok · Zesde Havendok · Zuiderdokken
Op de Oost-Vlaamse linkeroever van de Schelde:
Deurganckdok · Doeldok · Noordelijk Insteekdok · Saeftinghedok · Verrebroekdok · Vrasenedok · Waaslandkanaal · Zuidelijk Insteekdok